# نیکی جین (بازیگر پورنوگرافی)
نیکی جین (انگلیسی: Nikki Jayne؛ زاده ۱۰ ژوئن ۱۹۸۵) یک بازیگر پورنوگرافی اهل بریتانیا است.